# Roger Zech
Roger Zech (* 23. Mai 1967; † 20. September 1991) war ein liechtensteinischer Fussballspieler.

## Karriere

### Verein
In seiner Jugend spielte Zech für den USV Eschen-Mauren, bei dem er 1985 in den Herrenbereich befördert wurde. Ein Jahr später schloss er sich dem Hauptstadtklub FC Vaduz an, bevor er zum USV zurückkehrte. Nach einer erneuten Station beim FC Vaduz wechselte er 1989 zum FC Schaan. Anschliessend unterschrieb er wieder einen Vertrag beim USV Eschen-Mauren.

### Nationalmannschaft
Zech gab sein Länderspieldebüt in der liechtensteinischen Fussballnationalmannschaft am 7. Juni 1984 beim 0:6 gegen Österreich im Rahmen eines Freundschaftsspiels, als er in der 85. Minute für Norman Nigsch eingewechselt wurde. Bis 1991 war er insgesamt drei Mal für sein Heimatland im Einsatz.

## Erfolge
- Liechtensteiner Fussballer des Jahres: 1990/91

## Tod
Er starb im September 1991 im Alter von 24 Jahren an Krebs.